# High fantasy
High fantasy, nazywany także epic fantasy lub hero’s quest (pol. fantasy wysoka, fantasy epicka) – podgatunek fantasy charakteryzujący się przede wszystkim tym, że akcja opowieści dzieje się w innym, fantastycznym świecie. Termin High fantasy został użyty po raz pierwszy przez pisarza Lloyda Alexandera w eseju „High Fantasy and Heroic Romance” w 1971 roku, następnie rozwinięty przez Roberta H. Boyera i Kennetha J. Zahorskiego, jako próbę usystematyzowania podgatunków fantasy. Jego swoistą przeciwność stanowi gatunek low fantasy.

## Charakterystyka
Głównym wyznacznikiem gatunku jest bohater, często wywodzący się z bardzo skromnego środowiska, który przezwycięża własne słabości będąc zaplątanym w sytuację, nad którą nie ma kontroli. W miarę swej podróży bohater ten dojrzewa, staje się kimś niesamowitym i mimo przeciwności zwycięża nad złem i zepsuciem.
Świat przedstawiony w takiej opowieści jest jednym z trzech wariantów: 
- inny, równoległy świat, gdzie nie istnieje „nasz” świat; przykładami tego wariantu jest cykl Władca Pierścieni J.R.R. Tolkiena[2].
- inny świat, do którego bohater przenosi się z „naszego” świata; przykładem tego wariantu jest cykl Opowieści z Narnii C.S. Lewisa[2].
- świat istniejący wewnątrz „naszego” świata; przykładami tego wariantu są cykl powieści o Harrym Potterze J.K. Rowling[2].

Często powieści są opowiadane z perspektywy głównego bohatera, opisując niemalże wyłącznie tylko jego interakcje z innymi bohaterami. Bohater zwykle staje na czele „tych dobrych” i walczy ze złem, które próbuje zakłócić istniejący porządek. Opowieści te często są męsko-centryczne, zarówno pod względem płci bohatera, płci autora opowieści oraz głównego odbiorcy.